# Alfabetització informàtica

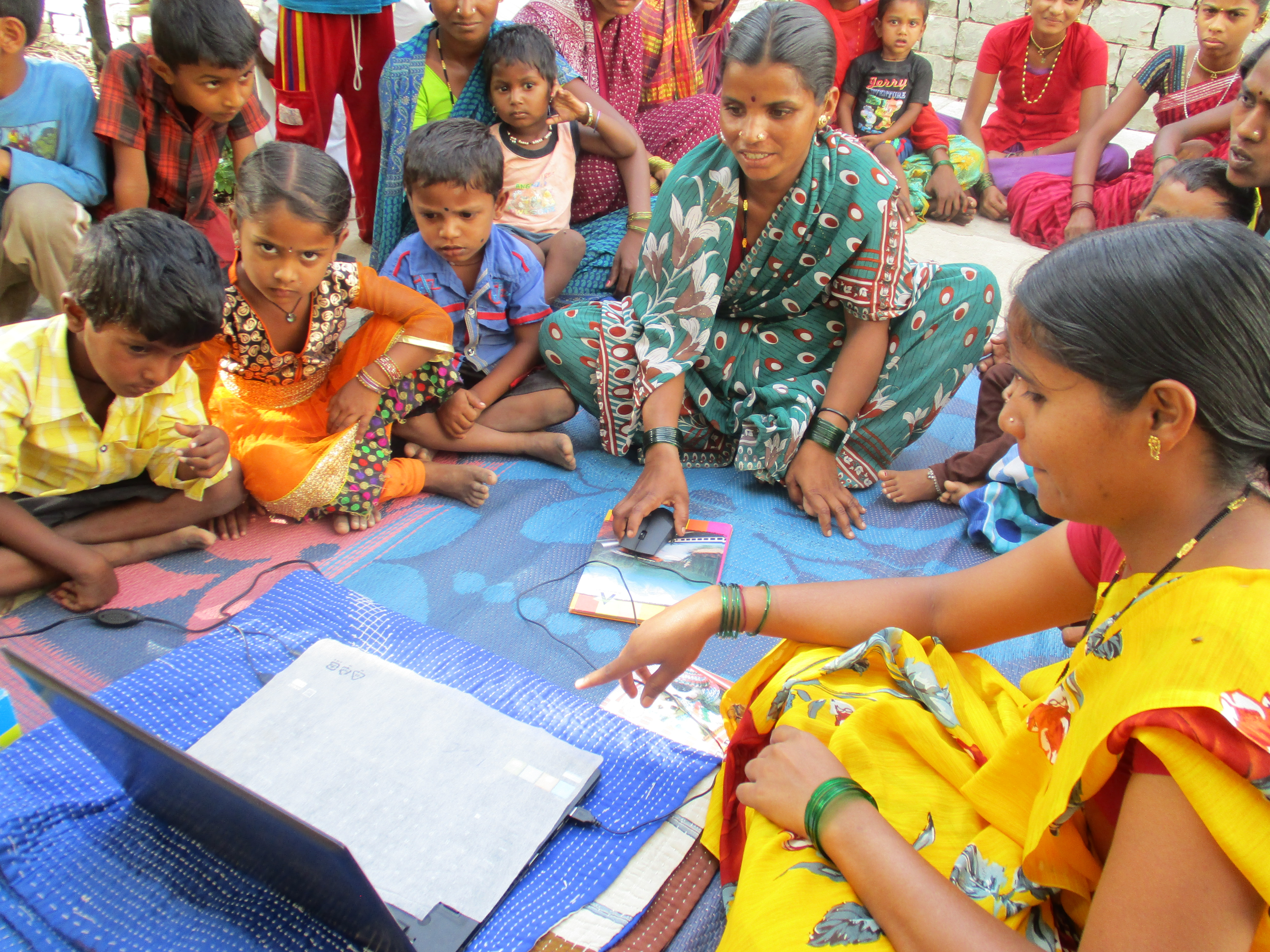
Educació informàtica a l'Índia

L'alfabetització informàtica es defineix com el coneixement i la capacitat d'utilitzar els ordinadors i la tecnologia relacionada de manera eficient, amb nivells d'habilitats que van des de l'ús elemental fins a la programació d'ordinadors i la resolució de problemes avançats. L'alfabetització informàtica també pot referir-se al nivell de comoditat que té algú amb l'ús de programes i aplicacions informàtiques. Un altre component valuós és entendre com funcionen i funcionen els ordinadors. L'alfabetització informàtica es pot distingir de la programació informàtica, que se centra principalment en el disseny i la codificació de programes informàtics més que en la familiaritat i habilitat en el seu ús. Diversos països, entre ells el Regne Unit i els Estats Units, han creat iniciatives per millorar les taxes nacionals d'alfabetització informàtica.

## Rerefons
L'alfabetització informàtica es diferencia de l'alfabetització digital, que és la capacitat de comunicar-se o trobar informació a les plataformes digitals. En comparació, l'alfabetització informàtica mesura la capacitat de fer servir ordinadors i de mantenir una comprensió bàsica de com funcionen.
El coneixement d'informàtica d'una persona es mesura normalment per mitjà de qüestionaris, que posen a prova la seva capacitat d'escriure i modificar el text, localitzar avaries o problemes operatius dels ordinadors de menor importància, i organitzar i analitzar la informació en un ordinador.
Per augmentar la seva alfabetització informàtica, els usuaris d'ordinadors haurien de distingir quines habilitats informàtiques volen millorar i aprendre a ser més decidits i precisos en l'ús d'aquestes habilitats. En aprendre més sobre l'alfabetització informàtica, els usuaris poden descobrir més funcions informàtiques que val la pena de fer servir.
Els arguments a favor de l'ús d'ordinadors a l'aula i, per tant, de promoció de l'alfabetització informàtica, són principalment pràctics. Els ordinadors són essencials en el lloc de treball actual. L'ensenyament de l'alfabetització informàtica a l'educació té com a objectiu proporcionar als estudiants habilitats laborals.
Els ràpids canvis tecnològics fan difícil predir els propers cinc anys d'alfabetització informàtica. Els projectes d'alfabetització informàtica tenen suport en molts països perquè s'ajusten als principis polítics i econòmics generals de les organitzacions públiques i privades d'aquests països. Internet ofereix un gran potencial per a la difusió eficaç i generalitzada del coneixement i per a la integració dels avenços tecnològics. Les millores en l'alfabetització informàtica ho faciliten.

## Història
El terme alfabetització informàtica va ser encunyat per Andrew Molnar el 1978. Va ser director de l'Oficina d'Activitats Informàtiques de la National Science Foundation als Estats Units. Poc després de la seva formació, l'alfabetització informàtica es va parlar en diversos articles acadèmics. El 1985, el Journal of Higher Education va afirmar que ser alfabetitzat en informàtica implicava dominar el processament de textos, programes de fulls de càlcul i recuperar i compartir informació en un ordinador.